# Stylidium diuroides
Stylidium diuroides är en tvåhjärtbladig växtart. Stylidium diuroides ingår i släktet Stylidium och familjen Stylidiaceae.

## Underarter
Arten delas in i följande underarter:
- S. d. diuroides
- S. d. nanum
- S. d. paucifoliatum